# Гаттамелата
Еразмо Стефано Нарнійський (італ. Erasmo Stefano da Narni; 1370, Нарні — 16 січня 1443, Падуя), більш відомий під своїм прізвиськом Гаттамелата (від італ. Gattamelata — «Медовий кіт») — італійський кондотьєр доби Відродження. Він народився в Нарні та служив ряду італійських міст-держав: почав службу у володаря Перуджі Браччо да Монтоне, а згодом служив Папській державі та Флорентійській та Венеційській республікам під час Ломбардських війн з міланськими Вісконті.
Йому присвячена кінна бронзова скульптура Донателло на головній площі Падуї,  міста, де він в 1437 році став подестою.
У Нарні на фермі, в якій народився Гаттамелата, висить табличка з написом «Narnia me genuit Gattamelata fui» («Народився в Нарні, звали Гаттамелатою»).

## Біографія
Еразмо Стефано народився в Нарні, в Умбрії, в бідній родині. Це привело його пошуків щастя на військовій службі, спочатку під керівництвом правителя Ассізі Чеккіно Бролія. Пізніше, разом зі своїм другом Брандоліно Брандоліні, він служив під керівництвом Браччо да Монтоне, одного з провідних італійських кондотьєрів XV століття, володаря Перуджі з 1416 року.

Разом з Браччо він брав участь у завоюванні прикордонних з Папською областю Сполето, Тоді, Нарні, Терні, Рієті, а в 1419 році — у битві під Вітербо проти Муціо Аттендоло. Проте у війні за Л'Аквілу в червені 1424 року армія Браччо була вщент розгромлена, а сам кондотьєр загинув. Еразмо привів залишки найманців на службу Флорентійській республіці. У 1427 році папа Мартін V найняв його повернути землі, захоплені Браччо да Монтоне. Чітта-ді-Кастелло впав у 1428 році, але Еразмо змусив відбути до півночі Папської області, щоб протистояти повстанню в Імолі, Форлі та Болоньї. Він увійшов до останньої в 1431 році як генерал-капітан Папської держави, а також придушив повстання Антоніо Орделаффі у Форлі.

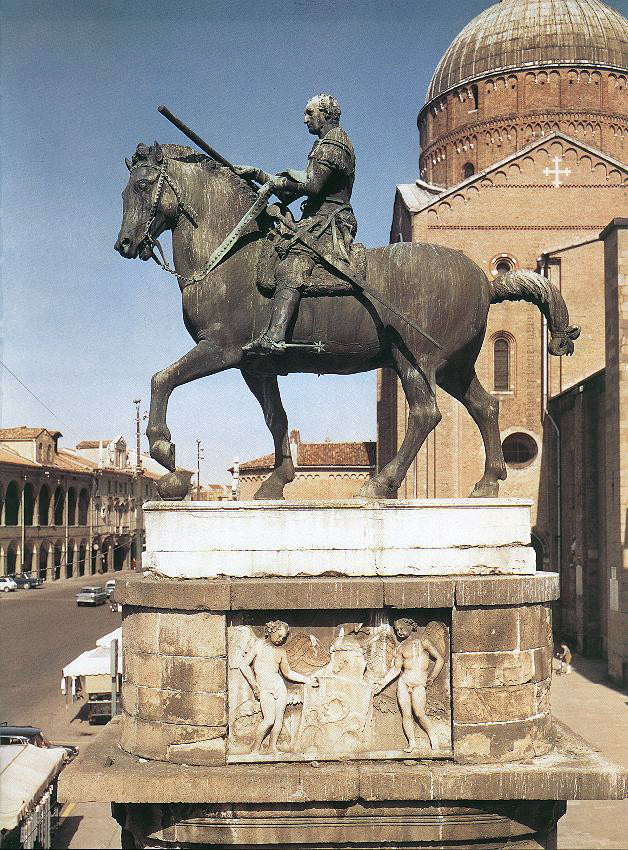
Кінна статуя Гаттамелати роботи Донателло, Падуя

В 1434 році, здебільшого через своє невдоволення затримкою платні, Еразмо покинув папську службу. Згодом його найняла Венеційська республіка. У ході війни проти Філіппо Марії Вісконті з Мілана він захищав Болонью і воював проти міланського кондотьєра Нікколо Піччініно. Останній переміг його під Кастель-Болоньєзе 28 серпня 1434 року в битві, в якій Гаттамелата був поранений. Після серії нападів та контрнападів, часто невдалих для антиміланських сил, на стороні яких виступав Гаттамелата, він в 1438 році успішно втримав для Венеції Брешію і Верону. За це йому було присвоєно звання генерал-командувача арміями Венеційської республіки. Однак наступного року венеційці втратили багато міст, включаючи Леньяго, Соаве і, нарешті, саму Верону. Ця поразка призвела до різкої критики Гаттамелати. Відтак Венеційська республіка закликала іншого відомого кондотьєра Франческо Сфорца воювати разом з Гаттамелатою, і вони знову відвоювали Верону 9 липня 1439 року.
У 1440 році під час збору флотилії на озері Гарда Гаттамелата був уражений крововиливом у мозок. Він так і не одужав повністю і не очолив подальших значних військових кампаній. Він помер у Падуї в 1443 році.

## Особисте життя
Дочка Еразмо Поліссена Романьйола вийшла заміж за Тіберто Брандоліні, сина його найкращого друга Брандоліно Брандоліні з Баньякавалло, нащадка володарів Бранденбурга, і Джованни деї Синьорі делла Тела. Поліссена і Тіберто мали двох синів Сігісмондо і Леонелло. Таким чином, графи Брандоліні д'Адда, мабуть, є єдиними відомими нащадками Еразмо Нарнійського. 8 лютого 1458 року Сігісмондо одружився з Антонією, дочкою Аннібале Бентівольо. Його другий шлюб був з Марґеритою Скотті, яка показала, що Сігісмондо був достатньо важливою особистістю, щоб мати можливість укласти союз із найвідомішою родиною П'яченци.